# Cumbres de Corinto
Las Cumbres de Corinto fueron dos reuniones presidenciales centroamericanas, efectuadas en el puerto nicaragüense de Corinto, en 1902 y 1904.
A la I Cumbre de Corinto asistieron los Presidentes de Costa Rica Rafael Iglesias Castro, de El Salvador Tomás Regalado, de Honduras Terencio Sierra y de Nicaragua José Santos Zelaya López, así como un representante del de Guatemala Manuel Estrada Cabrera, pero el delegado guatemalteco se retiró de la reunión, debido a un incidente ocurrido con el presidente salvadoreño. El 20 de enero de 1902, las delegaciones firmaron el Pacto de Corinto o Tratado de Paz y Arbitraje Obligatorio entre Costa Rica, El Salvador, Honduras y Nicaragua, que fue ratificado por los cuatro países suscriptores, pero quedó inoperante en 1907.
A la II Cumbre de Corinto asistieron los Presidentes de El Salvador Pedro José Escalón, de Honduras Manuel Bonilla y de Nicaragua José Santos Zelaya López, así como un representante del de Guatemala Manuel Estrada Cabrera. En la reunión se firmó un tratado de paz y amistad, pero no dio resultado, y en 1906 estalló una guerra entre El Salvador, Guatemala y Honduras, que también tornó inoperante el Pacto de Corinto.